# 巴玉藻

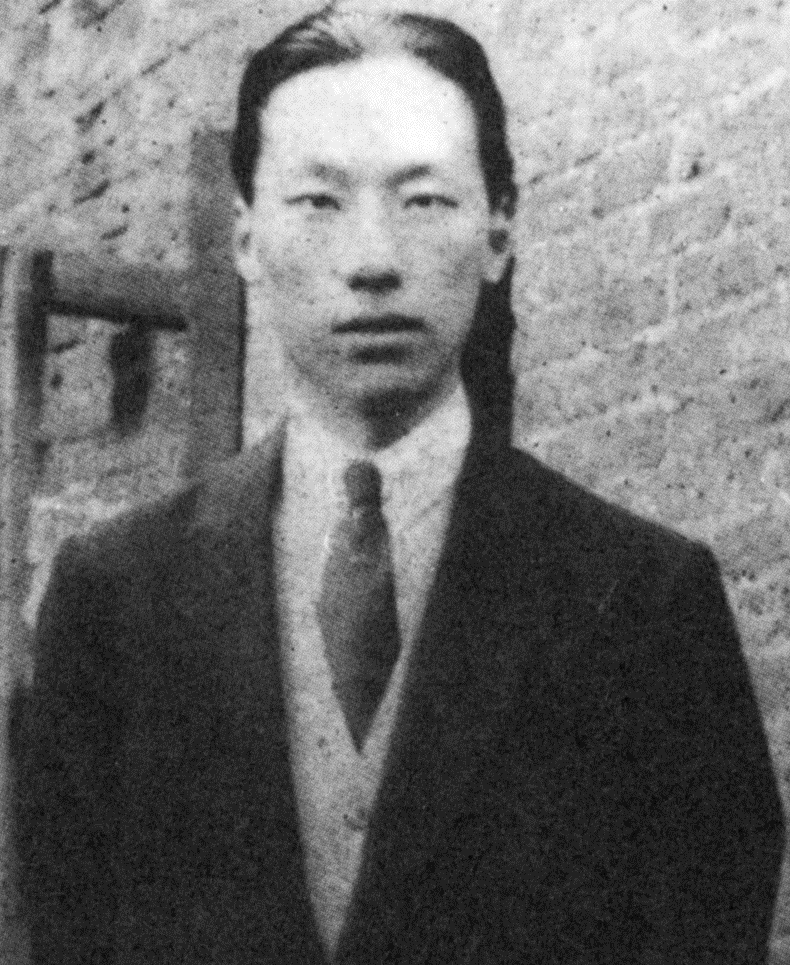
巴玉藻

巴玉藻（1892年—1929年6月）字蘊華，內蒙古克什克騰旗人，蒙古族。中國航空業先驅，飛機製造工程師。

## 生平
巴玉藻生於江蘇鎮江，1909年前往英國學習。1915年前往美國麻省理工學院航空工程系學習飛機製造。1917年回到中華民國後於1918年1月1日出任中国第一个飞机制造厂——福州船政局飛機製造工程處主任，負責建造飛機。1918年4月兼任福建海軍飛潛學校甲班教官，教授學生飛機製造知識。同年8月，巴玉藻、王助等人在福州船政局飛機製造工程處研制出中国第一架水上飞机——甲型一号。1923年，巴玉藻在福州馬尾的航空訓練所負責培養航空工程師。1928年，巴玉藻出國考察，1929年春回國後不久被診斷出腦部中毒，並於同年6月去世。巴玉藻臨終前懷疑自己在回國途中遭人毒害（一說遭日本間諜暗殺身亡）。